# 杜秉彝 (元朝)
杜秉彝（?—?），元朝大臣，表字德常，安阳（今河南省安阳市）人，元顺帝时中书左丞。
元文宗天历二年（1329年）以奎章阁典签预修《经世大典》。书成之后，转任鉴书博士。元顺帝元统二年（1334年），出为陕西行台御史。至正初年，为太常院佥，参与编修。至正十二年（1352年），担任治书侍御史，兼经筵官。转任中书省添设参知政事。至正十三年（1353年），转任中书省参知政事。至正十五年（1355年），升任为中书左丞、集贤殿大学士。